# À cheval sur le tigre
 (novembre 2024).
Pour l’article homonyme, voir A cavallo della tigre (film, 2002).
Pour plus de détails, voir Fiche technique et Distribution.
À cheval sur le tigre (titre original : A cavallo della tigre) est un film italien réalisé par Luigi Comencini, sorti en 1961.

## Synopsis
À Rome. Hyacinthe Rossi, un pauvre infirmier endetté jusqu’au cou, est emprisonné pour simulation de crime. Trois ans plus tard, il se retrouve dans une cellule avec Tagliabue, un assassin sans scrupules, Sorcio, un voleur âgé, et Papaleo, un homme cultivé obsédé par l’honneur qui a tué l’amant de sa partenaire Olga. Hyacinthe est forcé par les trois à les aider à s’échapper de prison, et, après s’être réfugiés dans un bunker abandonné, ils ont l’intention de s’abriter à l’étranger. Cependant, Sorcio est envoyé pour récupérer de l’argent, mais ne revient pas, et donc Hyacinthe, Tagliabue et Papaleo sont forcés, face à mille malheurs, de fuir seuls. Mais les choses tournent mal : lors de l’évasion de l’appartement du compagnon de Sorcio, Papaleo tombe du toit et meurt, tandis que Tagliabue et Giacinto fuient à Civitavecchia pour embarquer clandestinement sur un navire à destination de Porto Saïd.
Hyacinthe est ensuite envoyé par sa femme Ileana pour obtenir de l’argent d’elle afin de payer le passage. Celle-ci, cependant, est entre-temps devenu pauvre et vit dans un trou à rat à la périphérie avec un nouveau compagnon, Coppola. Les deux convainquent Hyacinthe de dire où se cache Tagliabue afin qu’ils puissent les dénoncer et obtenir une récompense qui servira à leurs enfants. Hyacinthe se sent comme un traître car, entre-temps, il est devenu ami de son co-évadé ; mais poussé par l’amour filial, il accepte la proposition. Les deux hommes sont ensuite arrêtés et renvoyés en prison.

## Fiche technique
- Titre : À cheval sur le tigre
- Titre original : A cavallo della tigre
- Réalisation : Luigi Comencini
- Scénario : Luigi Comencini, Agenore Incrocci, Furio Scarpelli, Mario Monicelli
- Production : Alfredo Bini
- Musique : Piero Umiliani
- Photographie : Aldo Scavarda
- Montage : Nino Baragli
- Costumes : Vera Marzot (it) et Piero Tosi
- Format : Noir et blanc - Mono - 35 mm
- Genre : Comédie
- Pays : Italie
- Durée : 102 minutes
- Année de réalisation : 1961
- Date de sortie : 4 février 1976 (France)

## Distribution
- Nino Manfredi : Giacinto Rossi
- Mario Adorf : Tagliabue
- Valeria Moriconi : Ileana Rossi
- Gian Maria Volonté : Papaleo
- Raymond Bussières : Souris
- Luciana Buzzanca : Olga
- Ferruccio De Ceresa (it) : Coppola
- Ferdinando Gerra (it)
- Franco Giacobini : Médecin de la prison